# Gura Vitioarei
Gura Vitioarei is een Roemeense gemeente in het district Prahova.
Gura Vitioarei telt 6131 inwoners.